# Damernas stafett i short track vid olympiska vinterspelen 2014
Damernas stafett på 3 000 meter i short track vid olympiska vinterspelen 2014 hölls på Iceberg skridskopalats, i Sotji, Ryssland den 10 och 18 februari 2014. Semifinalerna kördes den 10 februari och finalen kördes den 18 februari.

## Deltagare
| Italien                                                             | Japan                                                               | Kanada                                                             | Kina                                                        |
| ------------------------------------------------------------------- | ------------------------------------------------------------------- | ------------------------------------------------------------------ | ----------------------------------------------------------- |
| Arianna Fontana Lucia Peretti Martina Valcepina Elena Viviani       | Ayuko Ito Yui Sakai Biba Sakurai Sayuri Shimizu                     | Marie-Ève Drolet Jessica Hewitt Valérie Maltais Marianne St-Gelais | Fan Kexin Li Jianrou Liu Qiuhong Zhou Yang                  |
| Nederländerna                                                       | Ryssland                                                            | Sydkorea                                                           | Ungern                                                      |
| Jorien ter Mors Sanne van Kerkhof Yara van Kerkhof Lara van Ruijven | Olga Belyakova Tatiana Borodulina Sofia Prosvirnova Valeriya Reznik | Shim Suk-Hee Park Seung-Hi Kong Sang-Jeong Cho Ha-Ri               | Rózsa Darázs Bernadett Heidum Andrea Keszler Szandra Lajtos |

## Medaljörer
| Spel                         | Guld                                                          | Silver                                                                    | Brons                                                                 |
| Damernas stafett 3 000 meter | Sydkorea Shim Suk-Hee Park Seung-Hi Kong Sang-jeong Cho Ha-Ri | Kanada Marie-Ève Drolet Jessica Hewitt Valérie Maltais Marianne St-Gelais | Italien Arianna Fontana Lucia Peretti Martina Valcepina Elena Viviani |

## Schema
Alla tider är i (UTC+4).
| Datum       | Tid   | Omgång    |
| ----------- | ----- | --------- |
| 10 februari | 15:35 | Semifinal |
| 18 februari | 14:54 | Final     |

## Resultat

### Semifinaler
Kvalificerade till final A
     Kvalificerade till final B
| Pl. | Nation   | Tid      |
| --- | -------- | -------- |
| 1   | Sydkorea | 4.08,052 |
| 2   | Kanada   | 4.08,871 |
| 3   | Ryssland | 4.13,938 |
| 4   | Ungern   | 4.15,473 |

| Pl. | Nation        | Tid             |
| --- | ------------- | --------------- |
| 1   | Kina          | 4.09,555        |
| 2   | Italien       | 4.11,282        |
| 3   | Japan         | 4.11,913        |
| —   | Nederländerna | Diskvalificerad |

### Finaler

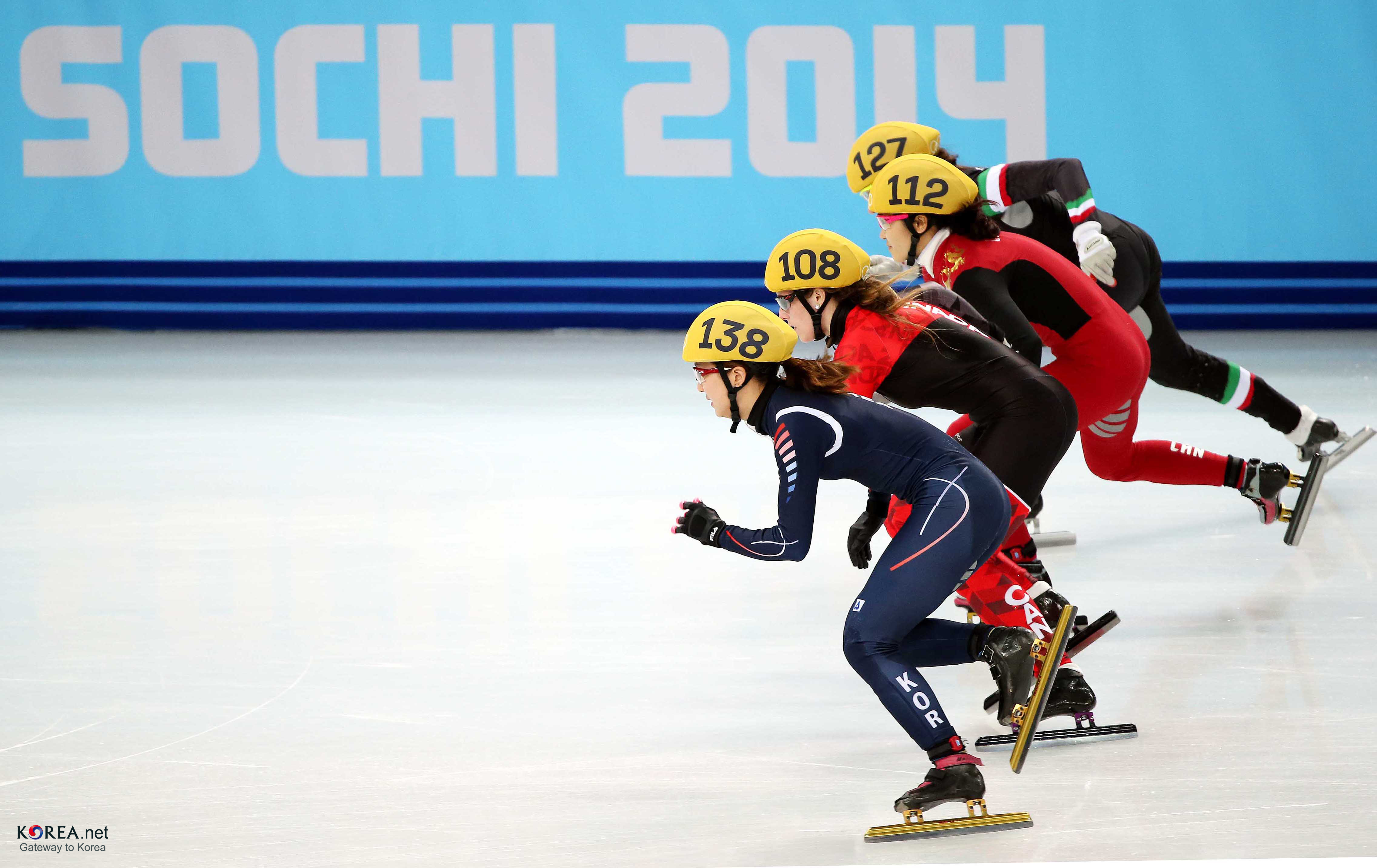
Åkarna startar i A-finalen.

#### Final B
| Pl. | Nation   | Tid      |
| --- | -------- | -------- |
| 4   | Ryssland | 4.14,862 |
| 5   | Japan    | 4.15,253 |
| 6   | Ungern   | 4.24,496 |

#### Final A
| \| Pl. \| Nation \| Tid \| \| --- \| -------- \| --------------- \| \| 1 \| Sydkorea \| 4.09,498 \| \| 2 \| Kanada \| 4.10,641 \| \| 3 \| Italien \| 4.14,014 \| \| — \| Kina \| Diskvalificerad \| | Final A inleddes med en tjuvstart från Sydkorea, som gjorde att starten fick tas om. Italien hamnade sist i loppet efter att ha kört på en sydkoreansk åkare, och trillat. Kina hamnade på andraplats i loppet, men efter att domarna hade tittat närmare på repriserna diskvalificerades laget. En kinesisk åkare hade obstruerat en annan åkare och därmed kunde Kanada ta silvermedaljen, och Italien bronsmedaljen. |                 |
| Pl. | Nation | Tid             |
| 1 | Sydkorea | 4.09,498        |
| 2 | Kanada | 4.10,641        |
| 3 | Italien | 4.14,014        |
| — | Kina | Diskvalificerad |